# Xã Kingsville, Quận Johnson, Missouri
Xã Kingsville (tiếng Anh: Kingsville Township) là một xã thuộc quận Johnson, tiểu bang Missouri, Hoa Kỳ. Năm 2010, dân số của xã này là 1.532 người.